# Maucugum
Maucugum ist ein osttimoresischer Ort im Suco Bobonaro (Verwaltungsamt Bobonaro, Gemeinde Bobonaro). Das Dorf liegt im Südosten der Aldeia Tuluata, mit einer Meereshöhe von 599 m. Nordwestlich schließt sich das Dorf Lalebol an. Westlich fließt der Fluss Loumea. Nach Norden führt eine kleine Straße, die zu den großen Bevölkerungszentren des Sucos führen. Nach Süden führt sie nach Aisalgusun, dem Nachbardorf im Suco Ai-Assa.
Die Grundschule Lalebol liegt südlich des Dorfes Maucugum.